# Bezirksgericht Plauen
Das Bezirksgericht Plauen war von 1855 bis 1879 ein Gericht im Königreich Sachsen mit Sitz in Plauen.

## Geschichte
Mit dem Gesetz, die künftige Einrichtung der Behörden erster Instanz für Rechtspflege und Verwaltung betreffend vom 11. August 1855 wurden die Eingangsgerichte neu geordnet. Die Patrimonialgerichte wurden endgültig aufgelöst, Verwaltung und Rechtsprechung getrennt. Die Details der Verwaltungsreform regelten das sächsische Gerichtsverfassungsgesetz vom 11. August 1855 und die Verordnung über die Bildung der Gerichtsbezirke vom 2. September 1856.
Eingangsgerichte waren nur die Gerichtsämter und Bezirksgerichte. Als mittlere Instanz wurden vier Appellationsgerichte eingerichtet. Oberste Instanz war das Oberappellationsgericht Dresden.
Das Bezirksgericht Plauen war dem Appellationsgericht Zwickau nachgeordnet. Das Bezirksgericht war Gerichtsamt für die Stadt Plauen. Daneben waren ihm folgende Gerichtsämter nachgelagert: Gerichtsamt Plauen, Gerichtsamt Pausa, Gerichtsamt Elsterberg, Gerichtsamt Treuen, Gerichtsamt Falkenstein, Gerichtsamt Schöneck, Gerichtsamt Markneunkirchen, Gerichtsamt Adorf und Gerichtsamt Oelsnitz.
1873 wurde das Bezirksgericht Eibenstock aufgehoben und dessen Gerichtsamt Klingenthal dem Bezirksgericht Plauen zugeordnet.
1879 wurden das Bezirksgericht Plauen und seine Gerichtsämter aufgehoben. An deren Stelle wurden Amtsgerichte gebildet. Dies waren Amtsgericht Plauen, Amtsgericht Pausa, Amtsgericht Elsterberg, Amtsgericht Treuen, Amtsgericht Falkenstein, Amtsgericht Klingenthal und Amtsgericht Oelsnitz.